# Síndrome del lligament iliotibial
La síndrome del lligament iliotibial o síndrome de la banda iliotibial o síndrome del lligament de Maissiat o síndrome de la cinta de Maissiat, (no seria aconsellable utilitzar el nom de cinteta o de tracte) és una lesió comuna del genoll, generalment associada amb el córrer, el ciclisme, el senderisme o l'aixecament de peses; degut al frec continu del lligament iliotibial sobre l'epicòndil femoral lateral, combinat amb la flexió i extensió del genoll de forma repetida.

## Tractament
Mentre que el dolor sigui agut, es recomana el descans del moviment que el provoca, fred local, compressiu i elevació del genoll per reduir el dolor i la inflamació, seguit d'estiraments. També pot ser útil el massatge.